# Bernardino Campi
 (décembre 2012).
Pour les articles homonymes, voir Campi (homonymie).

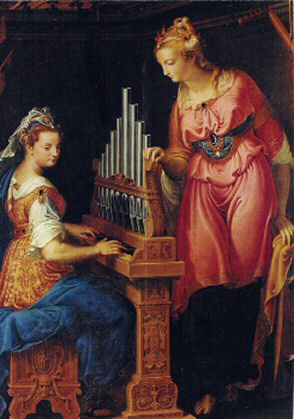
Le sante Cecilia e Caterina, église San Sigismondo, Crémone

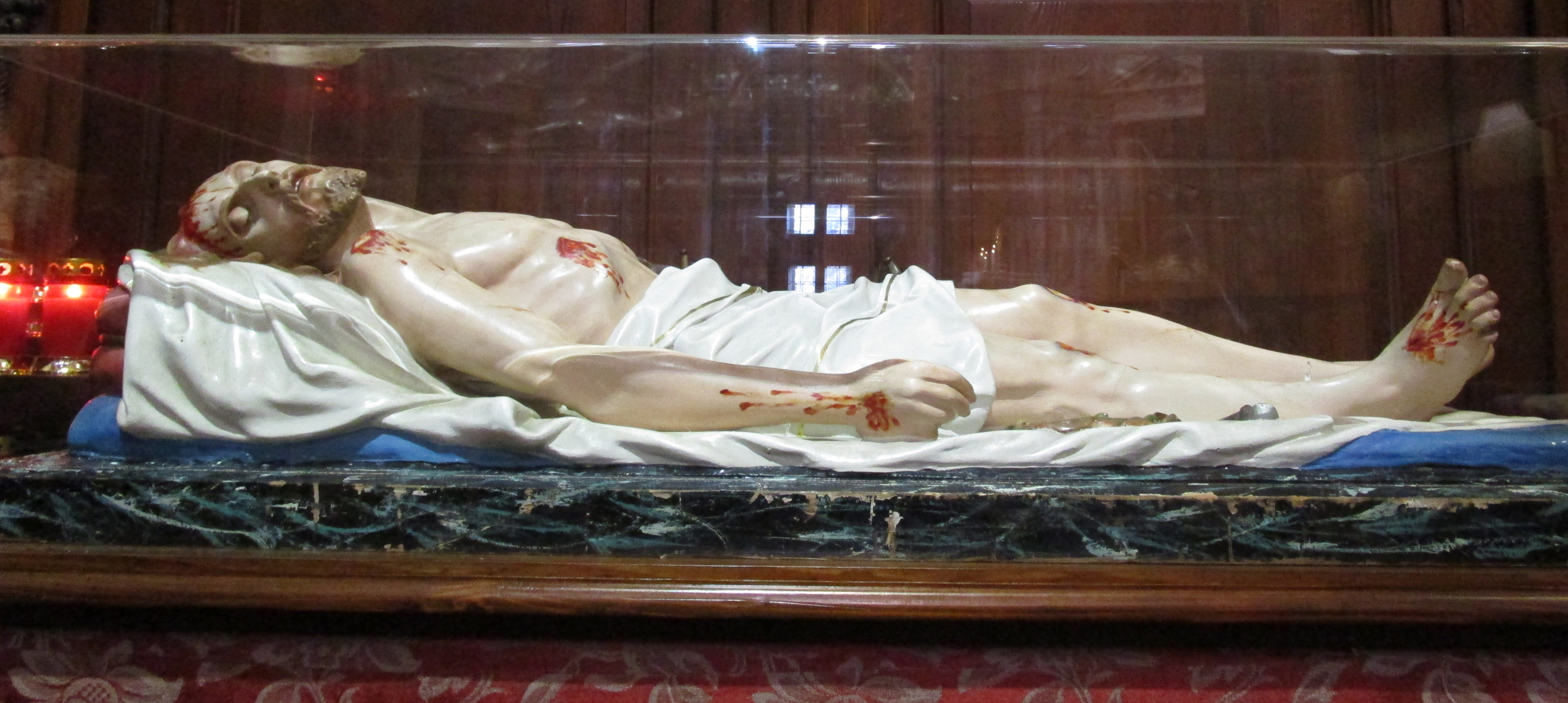
Le Christ mort dans le Sanctuaire Sainte-Marie-de-la-Croix.

Bernardino Campi (né en 1520 à Reggio d'Émilie et mort le 18 août 1591 dans la même ville) est un peintre italien maniériste du XVIe siècle, actif dans le nord de l'Italie, notamment à Crémone et Milan.

## Biographie
Formé dans la région de Mantoue, il y a pour maître Ippolito Costa, fils de Lorenzo Costa. Il n'est pas apparenté avec les Crémonais Giulio Campi et Antonio Campi.
Son exorde crémonais, ses fresques de l'église Santi Filippo e Giacomo, montrent  les fondations de son art issu du maniérisme poli, élégant et sophistiqué du Parmigianino.
Après avoir peint la fresque la chapelle du Saint-Sacrement de l'église San Fermo e Rustico de Caravaggio en 1550, il  part pour Milan à la cour des Gonzague, où il importe les nouveautés du maniérisme dans une école de peinture encore attardée dans l'imitation du style de Léonard de Vinci et de Gaudenzio Ferrari.
À Milan, il se fait connaître comme portraitiste et comme décorateur habile, en attirant dans son orbite de jeunes artistes locaux (comme Giovanni Paolo Lomazzo et Giuseppe Meda) mais avec lesquels il ne conserve pas de relations ensuite. En 1565, il y exécute différents tableaux de retables, comme celui intitulé Madone et Saints à l'église Sant'Antonio Abate et ceux de l'église San Fedele, La Présentation pour la  Chiesa Nuova de Caronno Pertusella (exécutée avec les fresques de Giovan Paolo Lomazzo, en 1565 et 1566) et honore des commandes à Crémone, comme le retable avec Sainte Cécile et sainte Catherine de l'église San Sigismondo (1566).
En 1566, il concourt pour être gonfalonier de  Milan, opposé à son ancien élève, Giuseppe Meda ; la victoire toucha, entre autres polémiques, à l'attribution du projet du tableau du buffet d'orgue du dôme de Milan.
En 1570, il réalise les fresques de la coupole de la même église en travaillant en même temps à un groupe de toiles pour la cathédrale de Crémone.
Entre 1582 et 1584, après avoir décoré l'oratoire chartreux de San Colombano al Lambro (qui dépend de la chartreuse de Pavie), il travaille pour Vespasiano Gonzaga à Sabbioneta (Pallazzo Giardino) et ensuite à Guastalla, pour une autre branche de la famille des Gonzague.
Il retourne ensuite à Reggio d'Émilie pour peindre les fresques de la basilique San Prospero.
Il a pour élève Coriolano Malagavazzo, avec lequel il travaille sur plusieurs œuvres, pour l'église saint Sigismond à Crémone et pour les Fresques de l'église des saints Firmus et Rusticus martyrs au Caravage.

### Sources et bibliographie
- (it) R. Miller, in I Campi. Cultura artistica cremonese del 500, a cura di M. Gregori, Milan, 1985, p. 154–170
- (it) M. Tanzi, I Campi, Milano 2005